# Filippo Maria Galletti
Filippo Maria Galletti   (Florence, 1636 - 1714) est un religieux catholique et un peintre italien baroque du XVIIe et du début du XVIIIe siècle actif principalement en Toscane, à Parme et en Ligurie.

## Biographie
Filippo Maria Galletti a été un élève des peintres Ciro Ferri et Pietro Dandini.
Il a peint à Lecce (église Sainte-Irène), Livourne (Sanctuaire de Montenero) et Parme (église Sainte-Lucie).
Il était membre de l'ordre théatin.

## Œuvres
- Autoportrait,
- Gloire de saint Gaétan présenté à la Trinité de l'Archange Michel et  Anges, Cappella Tornaquinci, Chiesa dei Santi Michele e Gaetano, Florence.